# 東陽寺 (我孫子市)
東陽寺（とうようじ）は、千葉県我孫子市根戸にある真言宗豊山派の寺院。

## 歴史
創建年代は不明である。ただ室町時代に創建されたと伝わっている。江戸時代初期までには寺運興隆していたものと推測される。しかし第49世住職の後、無住（住職不在）となり衰微していった。近くの北星神社の旧別当寺であった。
当寺の本堂は文化年間（1804年 – 1818年）に建てられたものである。その頃の当寺の本尊は不動明王と阿弥陀如来という。現在は不動明王のみとなっている。1965年（昭和40年）に改築されている。

## 交通アクセス
- 北柏駅より徒歩9分。